# 192 a.C.
Il 192 a.C. (CXCII a.C. in numeri romani) è un anno  del II secolo a.C.

## Eventi
- Antioco III su richiesta della lega dell'Etolia interviene in Grecia contro i romani; verrà sconfitto alle Termopili nel 191 a.C.
- Resa dei Boi ai Romani. I Boi saranno poi sconfitti definitivamente nel 191 a.C. da Publio Cornelio Scipione Nasica